# Ершово (Тверская область)
Ершово — деревня в Торопецком районе Тверской области. Относится к Скворцовскому сельскому поселению.
Расположена в 25 километрах к юго-западу от районного центра Торопец, в 8 км от Скворцово).
Находится на водоразделе между верховьями рек Любчина (бассейн Западной Двины) и Кленка (бассейн Куньи).

## Население
| 1997 | 2002 | 2010 |
| ---- | ---- | ---- |
| 9    | ↘3   | ↘0   |

## История
В XIX — начале XX века (до 1927 года) деревня Ершово (Яршово) относилась к Торопецкому уезду Псковской губернии.
В 1970-80-е годы в составе совхоза «Скворцовский». В 1997 году — 6 хозяйств, 9 жителей. По переписи 2002 года здесь проживали 3 человека, 1 мужчина, 2 женщины.